# Chen Kaige
Chen Kaige, chiń. 陈凯歌; pinyin Chén Kǎigē (ur. 12 sierpnia 1952 w Pekinie) – chiński reżyser i scenarzysta filmowy, jeden z najwybitniejszych twórców współczesnego chińskiego kina, zaliczany do tzw. piątej generacji. Chociaż posiada amerykańskie obywatelstwo, większość swoich obrazów nakręcił w Chinach.

## Dzieciństwo i młodość
Chen Kaige urodził się w Pekinie, ale jego ród pochodzi z prowincji Fujian. W dzieciństwie jego przyjacielem był rówieśnik Tian Zhuangzhuang, który również został wybitnym reżyserem piątej generacji. W czasie rewolucji kulturalnej Chen został hunwejbinem i zadenuncjował swego ojca. Poczucie winy za to wydarzenie zaważyło później na jego twórczości. Po wygaśnięciu rewolucji i normalizacji sytuacji w Chinach, Chen Kaige w 1978 wstąpił do Pekińskiej Akademii Filmowej, którą ukończył w 1982.

## Kariera reżyserska
Chen nakręcił swój fabularny debiut, Żółtą ziemię (1984), biorąc za operatora kolegę z PAF i późniejszego wybitnego reżysera Zhang Yimou. Kameralny obraz z czasów wojny z Japonią okazał się wielkim sukcesem - uznano go za jeden z najważniejszych obrazów piątej generacji. Obraz, który zdobył nagrodę na MFF w Hongkongu, wywołał na świecie zainteresowaniem chińskim kinem.
Kolejne filmy Chena, Wielka parada (1986) i Król dzieci (1987) okazały się równie udane. W 1989 reżyser eksperymentował z nowym gatunkiem, kręcąc teledysk do piosenki "Do You Believe in Shame" zespołu Duran Duran. W tym samym roku wyreżyserował film Życie na strunie, przesycony erotyką obraz o ślepym mistrzu gry na erhu i jego uczennicy.
Największą sławę na arenie międzynarodowej przyniósł Chenowi nagrodzony Złotą Palmą na 46. MFF w Cannes film Żegnaj, moja konkubino (1993), opowiadający o życiu aktorów opery pekińskiej na tle przemian w XX-wiecznych Chinach. Chen kontynuował dobrą passę kręcąc Uwodzicielski księżyc (1996), kolejny film, w którym główną rolę zagrała Gong Li. W 1999 nakręcił Cesarza i zabójcę, obraz o pierwszym cesarzu Chin, z którym polemizował później Zhang Yimou w swoim słynnym Hero (2002).
Jego pierwszy film anglojęzyczny, Urok mordercy (2002), był niezbyt udanym thrillerem, w którym zagrali Heather Graham i Joseph Fiennes. Lepsze recenzje zebrały Dwa światy (2002). Z kolei zaliczana do gatunku wuxia pian Przysięga (2005), jeden z najdroższych filmów w historii chińskiego kina, nie przypadła do gustu krytykom.
Chen Kaige kilkakrotnie występował również jako aktor, m.in. w słynnym Ostatnim cesarzu (1987) Bernardo Bertolucciego. Zasiadał w jury konkursu głównego na 50. MFF w Wenecji (1993) oraz na 51. MFF w Cannes (1998).

## Filmografia

### Reżyser
- Żółta ziemia (1984)
- Wielka parada (1986)
- Król dzieci (1987)
- Życie na strunie (1991)
- Żegnaj, moja konkubino (1993)
- Uwodzicielski księżyc (1996)
- Cesarz i zabójca (1999)
- Urok mordercy (2002)
- 10 minut później: trąbka (2002, epizod)
- Dwa światy (2002)
- Przysięga (2005)
- Kocham kino (2007, epizod)
- Zniewoleni na wieczność (2008)
- Brutalny odwet (2010)
- Caught in the Web (2012)
- Monk Comes Down the Mountain (2015)
- Legend of the Demon Cat (2017)

### Aktor
- Ostatni cesarz (1987) - jako szef straży
- Cesarz i zabójca (1999)
- Jian guo da ye (2011)]